# 直訴
直訴（じきそ）とは、
- 日本の中世・近世において一般民衆（農民、町人）や下級武士が、手続きを無視して直接将軍や幕閣などに訴状を渡す行為
- 中国における、中央政府への陳情制度

のこと。
日本では、近世の直訴を元にした比喩的な用法から転じて、周囲への相談や根回しなしに、権力者や責任者に直接談判を行なうことも指すようになった。

## 日本

### 中世
鎌倉幕府の御家人竹崎季長が元寇の論功行賞に不満を抱き幕府へ直訴を行い恩賞を得た、その経緯は自らが作成させた蒙古襲来絵詞に収録されている。

### 近世
以下では、近世の直訴について述べる。

#### 概要
近世において一般民衆（農民、町人）や下級武士を原告とした訴訟は、原則的に所轄の奉行所などが取り扱うこととなっていた。この原則を回避して直接、将軍や幕閣に訴える行為を直訴と呼んだ。また、本来の手続きや担当者を「飛び越して」行なわれることから、越訴（おっそ、えっそ）とも言われた。その方法として外出中の駕籠に駆け寄る方法を取ることも多く、それを駕籠訴（かごそ）と言った。
訴えの目的は様々だが、たとえば年貢率のような奉行所などでは解決できない問題について訴える場合や、領主や代官の非を訴える場合などがあった。
近世における百姓一揆の形態の変遷のうち、初期（17世紀）は佐倉惣五郎の越訴事件などを代表とする直訴によるものが中心であり、これを「代表越訴型」の一揆と呼んでいる。
明治以降にも足尾銅山鉱毒事件で田中正造が明治天皇への直訴を試みたが、警官に取り押さえられた。彼は当初は裁判等の遵法的な手段で反対運動を行ったが、様々な妨害に遭い、最後の手段として天皇への直訴を選んだ。

#### 実態
世間に流布された直訴のイメージは、年貢の減免や悪代官などの不正を農民が訴えるなど、今日の行政訴訟に該当する事案がほとんどであったように誤解されている。しかし実際には、民事、刑事、行政それぞれの訴訟分野で直訴が行われていた。これは近世の訴訟手続き上、一般民衆が訴えを提起するには、所属する町や村の役人の同意が必要とされていたことに起因している。
例えば江戸町民を原告とする民事事件では、まず最初に原告が所属する町役人に事件の相談を行う。相談を受けた町役人は、被告側の町役人経由で調停を行い、町役人が調停による解決が不可能と判断して初めて、町奉行所に訴えを提起することができた。現在でいうところの調停前置制度である。この町役人の調停に当事者が不満を抱いた場合、『町役人が怠慢で真面目に活動していない』あるいは『相手方と結託してこちらに不利な調停を行っている』などの理由を挙げて、町役人の同意なしに『直ちに訴訟を受け付けて欲しい』として直訴が行われた。
また、町民側の調停力や裁判権が及びにくい武家や寺社などの特権階級を相手方とする民事事件でも、直訴が行われた。この場合には、幕閣のみならず相手の武家の上役や親類筋などにも直訴が行われた。そして刑事事件においても再審理や刑の減免などを願う駕籠訴が行われており、上述のように民事、刑事、行政それぞれの訴訟分野で直訴が行われていた。
旧事諮問録に収録されている元評定所留役の小俣景徳の談話によると、「越訴（直訴）は毎日二、三人あった」とされており、直訴は特別な行為では無く日常茶飯事であった事がうかがわれる。またそれらの訴状の取り扱いは、「不法行為ではあるが、事柄によっては取り上げられることもありましたが殆んどは廃棄されました」と述べており、正規の手続きを経ていない直訴であっても、訴えの内容を確認した上で受理・不受理を決定していた事がうかがわれる。また桜田門外の変でも、襲撃者が直訴（駕籠訴）の訴人を装い待ち伏せをしており、直訴が日常茶飯事であったことがうかがえる。

#### 作法
直訴はある程度作法化されており、例えば駕籠訴では以下のようになっていた。
訴人は紋付き羽織と袴で正装し、訴状は「上」と上書きした紙に包み、先を二つ割にした青竹の棒の先に挟んで持つ。始めに、行列前方より訴状を捧げて訴人が行列に接近しようとする、すると供侍がこれを制止する。訴人は制止されても諦めず再度接近しようとする、供侍はまたこれを制止する。それでも訴人は諦めずにみたび接近しようとする。そこで初めて供侍は『再々にわたるので仕方なく』として訴状を受け取り、供頭に訴人の身柄を拘束するように指示を行う。
この時訴人の身柄が拘束されるのは、訴状の内容や訴人の身許などの事実関係を確認する事情聴取のためであり、訴人を処罰するためのものではない。事情聴取が終わり、身許が確認され訴状の内容に虚偽など問題がなければ、訴人は解放される。この時農民であれば、領主が身許引き受け人として引き取ることになる。勿論受け取った領主側で更に事情聴取が行われるが、いきなり問答無用で処罰などということはなかった。処罰すれば、農民を引き渡した側の体面を潰すことになるからである。
訴状を受け付けた側には、積極的に介入し能動的に事件解決にあたるほどの義務はなかったが、関係方面に照会を行い必要と認めれば善処方を要請する程度のことは行われた。これにより事件が明るみに出ることになり、関係者は適切な対応をする必要に迫られることになった。また事件が揉み消されるのを防ぐために、複数の方面に対し直訴を行うという訴訟戦術もしばしば採用されていた。

#### 直訴は死罪か
直訴は、すべて原告が死罪と確定しているものと広く認識されているが、これは誤解である。直訴行為自体が処罰対象となったケースは少ない。領主や代官の非を訴えた場合でも、これといった処罰はなく「正規の手続きに従うように」という口頭注意くらいであった。処罰されたケースでは、『直訴の内容が不届きであった』あるいは『徒党を組んで騒動を起こし狼藉を働いた』など、直訴行為そのものを対象としない処罰理由がほとんどである。
例えば天保11年の三方領知替えでは、庄内藩の転封に反対する領民により多数の直訴が行われた。大名の転封という幕府の政策に反対する直訴であるにもかかわらず、直訴をした領民に対する処罰は無かった。徳治主義が標榜されていたため、民の声である直訴を拒絶することは不徳とみなされていたのである。明治以後の自由民権運動のなかで、義民伝説が数多く伝えられたことから、直訴＝死罪という誤解が浸透していったと考えられる。

#### 代表的な直訴事件
- 佐倉惣五郎（佐倉藩）-承応2年（1653年）上野寛永寺で将軍家綱に直訴
- 杉木茂左衛門（沼田藩）-天和元年（1681年）
- 小松三郎左衛門（諏訪藩）-延宝6年（1678年）信濃国諏訪藩の不当な裁許をくつがえそうと江戸へ直訴しようとして処刑された。
- 多田加助（貞享騒動）（松本藩）-貞享3年（1686年）

#### 近代以後
- 田中正造（足尾鉱毒事件）（1901年）
- 田中守平（上奏事件）（1903年）
- 北原泰作（閲兵式で軍隊内での被差別部落出身者に対する差別の存在と待遇の改善を昭和天皇に直訴）（1927年）
- 児玉誉士夫（天皇直訴事件）（1929年）
- 山本太郎（天皇（当時）に園遊会にて手紙を直接渡した）（2013年）

## 中国
以下では、中国における中央政府への陳情制度について述べる。

### 中国の概要
中国の直訴は、信訪条例によって定められている。中国の政治体制は一党独裁制で、民意が反映されにくい。その中で、直訴は苦情申し立て、被害救済制度として民衆に利用されてきた。地方当局や司法当局が役に立たないときに、中央政府へ直訴を行うという。
直訴の規模は、2003年で約1000万件。この値は、増加傾向にある。陳情者増加の背景には、企業誘致による工場建設により、農地を二束三文で買いたたかれたり、奪われたりする農民の増加（失地農民）や、地方当局の公務員の腐敗が指摘されている。
ただし、訴えが増加する中で、直訴のうちどの程度が解決されたかについては、わずか0.2%に過ぎないという調査がある。

#### 問題点
中国における直訴の問題点は、以下のとおり。
- 上述したとおり、大多数の直訴が解決されていない[2]。
- 中央政府の状況に応じて、直訴の規制が行われる。例えば党大会前は、中央政府により拘束や、暴行被害を受けたり、精神病院へ監禁される事例がある[3]。
  - 暴行被害については、中央政府だけでなく、訴えられる立場である地方当局も、陳情者に対し暴行を行っている。陳情者の約7割が、陳情後に地方当局から暴行被害を受けたという調査がある[4]。
  - 陳情者の監禁については、黒監獄（Black jails）と呼ばれる施設に収容されている。法手続きを得ずに拘束され、虐待などの違法行為が行われている。監禁するための施設も、省所有の建物、簡易宿泊所、病院、アルコール中毒者更生施設など様々である。中国政府は一貫してこういった施設の存在を否定しているが、2010年9月には北京の公安当局自身が「違法に監禁を行った」として、民間の警備会社を摘発したとの報道がなされている。この報道によれば、2004年に警備会社を始め、2008年からは陳情者に「宿泊施設を提供する」と騙して監禁し、身分証・携帯電話を取り上げ、地方政府の出先機関に連絡し、地元へ送り返させていたという。この会社はこの事業を拡大し、遠隔地の地方政府など多くの顧客を得ていた模様で、他にも多くの同業者がいるとも見られている。この事件に限らず、2010年5月15日には、同じ北京に存在していた監禁施設で、違法に監禁された女性を強姦したとして、警備員が判決を受けている。

#### 直訴村
中央政府に直訴を行うべく、地方から北京へ上京した民衆が集まることによりできた集落のこと。
十七党大会前にも撤去の動きがあったが、北京オリンピックに備えて中央政府は強制撤去を行った。

## 文献情報
- 「中国の信訪制度について」富窪高志 国会図書館レファレンス2008.5